# When I Become Me (album)
When I Become Me – debiutancki album fińskiej piosenkarki i zwyciężczyni pierwszej fińskiej edycji programu Idol Hanny Pakarinen, wydany w Finlandii przez RCA 9 czerwca 2004. Na płycie znajduje się przebój „Love is Like a Song”, znany widzom z programu Idol oraz cover Bryana Adamsa „Heaven”.
Album zadebiutował na drugim miejscu fińskiej listy przebojów i przetrwał 9 tygodni, plasując się na pierwszych trzech pozycjach.
We wrześniu 2004 płyta została oznaczona jako platynowa i jest najlepiej sprzedającym się albumem Hanny, liczba sprzedanych kopii wynosiła 52 826 sztuk.

## Single
- „Love is Like a Song” to pierwszy singiel Hanny Pakarinen. Zadebiutował on na pierwszym miejscu oficjalnej fińskiej listy przebojów i trzymał pozycję przez kolejne cztery tygodnie. Ogółem singiel znajdował się przez jedenaście tygodni w zestawieniu top 10 i osiągnął status „złoty” za sprzedaż przekraczającą 5000 kopii.
- „Fearless” został wydany jako singiel promocyjny przed wydaniem albumu, a w rezultacie nie znalazł się w liście fińskich singli.
- „How Can I Miss You” to trzeci singiel z płyty. Podobnie jak poprzednik, został wydany tylko w celu promocyjnym, towarzyszył mu za to teledysk, pierwszy w karierze Hanny.
- „When I Become Me” – utwór, od którego wzięła się nazwa płyty, został wydany jako czwarty i ostatni singiel. Został użyty tylko w celach promocyjnych i również nie brał udziału w zestawieniu listy przebojów w Finlandii.

## Lista utworów
1. „When I Become Me” (Sarin) – 5:03
2. „Run” (Elofsson/Thornally/Venge/Wennerberg) – 3:12
3. „Fearless” (Finneide/Rydningen/Ziggy) – 3:21
4. „How Can I Miss You” (Röhr/Swede) – 3:59
5. „Ejected” (Asikainen) – 3:42
6. „Love's Run Over Me” (Asikainen) – 4:44
7. „Don't Hang Up” (Nylén/Rose) – 3:51
8. „Save My Life Tonight” (Fridh/Leonard) – 4:25
9. „Sorry” (Björk/Malm/Eklund) – 3:46
10. „Heaven” (Adams/Vallance) – 3:53
11. „Superhero” (Finneide/Eide) – 3:42
12. „Love Is Like A Song” (Elofson/Kolehmainen/Lipp) – 4:02

## Teledyski
- How Can I Miss You